# Liste des duchesses d'Aquitaine
Cet article présente la liste des duchesses d'Aquitaine, qu'elles soient les épouses des monarques aquitains ou elles-mêmes souveraines.

## Maison de Poitiers-Aquitaine (854-890)
| Nom (dates)                  | Époux                                                               | Titres                                                                       | Eléments biographiques                                                                                        |
| ---------------------------- | ------------------------------------------------------------------- | ---------------------------------------------------------------------------- | --- |
| Bilchilde du Maine (812-866) | - Bernard II de Poitiers - Ramnulf Ier de Poitiers (mariage en 845) | - Comtesse de Poitiers (?-844 puis 854-866) - Duchesse d'Aquitaine (854-866) | - Princesse rorgonide. Fille de Rorgon Ier du Maine. - Mère de Bernard de Gothie et de Ramnulf II de Poitiers |

## Guilhelmides (893-927)
| Nom (dates)                      | Époux                                 | Titres | Eléments biographiques                                                     |
| -------------------------------- | ------------------------------------- | --- | -------------------------------------------------------------------------- |
| Engelberge de Provence (877-919) | - Guillaume le Pieux (mariage en 898) | - Duchesse d'Aquitaine, marquise de Gothie, comtesse d'Auvergne, de Mâcon, de Limousin, de Lyon et de Bourges (898-918) | - Princesse bosonide. Fille de Boson de Provence et d'Ermengarde d'Italie. |

## Maison de Toulouse (932-961)
| Nom (dates)              | Époux                                                                   | Titres                                                                                             | Eléments biographiques                                                 |
| ------------------------ | ----------------------------------------------------------------------- | -------------------------------------------------------------------------------------------------- | ---------------------------------------------------------------------- |
| Berthe d'Arles (912-965) | - Boson Ier (mariage en 924) - Raymond Ier de Rouergue (mariage en 936) | - Comtesse de Rouergue et de Quercy, marquise de Gothie (937-961) - Duchesse d'Aquitaine (942-961) | - Princesse bosonide. Fille de Boson d'Arles et de Willa de Bourgogne. |

## Maison de Poitiers-Aquitaine (962-1204)
| Portrait | Nom (dates)                            | Époux                                                                                | Titres | Eléments biographiques | Armoiries |
| -------- | -------------------------------------- | ------------------------------------------------------------------------------------ | --- | --- | --------- |
|          | Adèle de Normandie (912-962)           | - Guillaume III d'Aquitaine (mariage en 935)                                         | - Comtesse de Poitiers (935-962) - Duchesse d'Aquitaine (962) | - Princesse rollonide. Fille de Rollon et de Poppa de Bayeux. - Mère de Guillaume IV d'Aquitaine et d'Adélaïde d'Aquitaine. |           |
|          | Emma de Blois (948/50-1003/05)         | - Guillaume IV d'Aquitaine (mariage en 968)                                          | - Duchesse d'Aquitaine et comtesse de Poitiers (968-995) | - Princesse de la Maison de Blois. Fille de Thibaud Ier de Blois et de Liutgarde de Vermandois. - Mère de Guillaume V d'Aquitaine. |           |
|          | Almodis de Limoges (?-1006)            | - Aldebert Ier de La Marche - Guillaume V d'Aquitaine (mariage en 997)               | - Comtesse de La Marche (?-997) - Duchesse d'Aquitaine et comtesse de Poitiers (997-1006) | - Fille de Géraud de Limoges et de Rothilde de Brosse. - Mère de Guillaume VI d'Aquitaine. |           |
|          | Brisque de Gascogne (?-1016)           | - Guillaume V d'Aquitaine (mariage en 1011)                                          | - Duchesse d'Aquitaine et comtesse de Poitiers (1011-1016) | - Princesse de la Maison de Gascogne. Fille de Guillaume Sanche de Gascogne et d'Urraca de Navarre. - Mère d'Eudes de Poitiers. |           |
|          | Agnès de Bourgogne (990-1068)          | - Guillaume V d'Aquitaine (mariage en 1016) - Geoffroy II d'Anjou (mariage en 1032)  | - Duchesse d'Aquitaine et comtesse de Poitiers (1016-1030) - Comtesse de Vendôme (1032-1049) - Comtesse d'Anjou (1040-1049) - Comtesse de Tours (1044-1049)                                                 | - Princesse de la Maison d'Ivrée. Fille d'Otte-Guillaume de Bourgogne et d'Ermentrude de Roucy. - Mère de Guillaume VII d'Aquitaine, de Guillaume VIII d'Aquitaine et d'Agnès d'Aquitaine. |           |
|          | Eustachie de Montreuil-Bellay (?-1038) | - Guillaume VI d'Aquitaine (mariage en 1031)                                         | - Duchesse d'Aquitaine et comtesse de Poitiers (1031-1038) | - Fille de Berlay III de Montreuil-Bellay. |           |
|          | Ermesinde                              | - Guillaume VII d'Aquitaine (mariage en 1041)                                        | - Duchesse d'Aquitaine et comtesse de Poitiers (1041-1028) | - Mère de Clémence d'Aquitaine. |           |
|          | Hildegarde de Bourgogne (1056-1104)    | - Guillaume VIII d'Aquitaine (mariage en 1069)                                       | - Duchesse d'Aquitaine et comtesse de Poitiers (1069-1086) | - Princesse de la Maison capétienne de Bourgogne. Fille de Robert Ier de Bourgogne et d'Ermengarde d'Anjou. - Mère de Guillaume IX d'Aquitaine et d'Agnès d'Aquitaine. |           |
|          | Ermengarde d'Anjou (1068-1146)         | - Guillaume IX d'Aquitaine (mariage en 1089) - Alain IV de Bretagne(mariage en 1093) | - Duchesse d'Aquitaine et comtesse de Poitiers (1089-1093) - Duchesse de Bretagne et comtesse de Rennes (1093-1115) - Comtesse de Nantes (1103-1115)                                                        | - Princesse ingelgerienne. Fille de Foulques IV d'Anjou et d'Hildegarde de Baugency. - Mère de Conan III de Bretagne et d'Agnès de Bretagne. |           |
|          | Philippa de Toulouse (1073-1117)       | - Guillaume IX d'Aquitaine (mariage en 1094)                                         | - Duchesse d'Aquitaine et comtesse de Poitiers (1094-1117) - Comtesse de Toulouse (de plein droit, 1110-1117)                                                                                               | - Princesse de la Maison de Toulouse. Fille de Guillaume IV de Toulouse et d'Emma de Mortain. - Mère de Guillaume X d'Aquitaine, de Raymond de Poitiers et d'Agnès de Poitiers. |           |
|          | Aénor de Châtellerault (1103-1130)     | - Guillaume X d'Aquitaine (mariage en 1121)                                          | - Duchesse d'Aquitaine et comtesse de Poitiers (1126-1130) | - Princesse de la Maison de Châtellerault. Fille d'Aymeric Ier de Châtellerault et de Dangereuse de L'Isle Bouchard. - Mère d'Aliénor d'Aquitaine et de Pétronille d'Aquitaine. |           |
|          | Aliénor d'Aquitaine (1122-1204)        | - Louis VII de France (mariage en 1137) - Henri II d'Angleterre (mariage en 1152)    | - Duchesse d'Aquitaine et comtesse de Poitiers (de plein droit, 1137-1204) - Reine de France (1137-1152) - Duchesse de Normandie, comtesse d'Anjou et du Maine (1152-1189) - Reine d'Angleterre (1154-1189) | - Princesse de la Maison de Poitiers-Aquitaine. Fille de Guillaume X d'Aquitaine et d'Aénor de Châtellerault. - Mère de Marie de France, d'Alix de France, d'Henri le Jeune, de Mathilde d'Angleterre, de Richard Cœur de Lion, de Geoffroy II de Bretagne, d'Aliénor d'Angleterre, de Jeanne d'Angleterre et de Jean sans Terre. |           |

## Maison Plantagenêt (1204-1453)
| Portrait | Nom (dates)                       | Époux | Titres | Eléments biographiques | Armoiries |
| -------- | --------------------------------- | --- | --- | --- | --------- |
|          | Isabelle d'Angoulême (1188-1246)  | - Jean sans Terre (mariage en 1200) - Hugues X de Lusignan (mariage en 1220)                                                                           | - Reine d'Angleterre et dame d'Irlande (1200-1216) - Duchesse de Normandie, comtesse d'Anjou et du Maine (1200-1204) - Comtesse d'Angoulême (de plein droit, 1202-1246) - Duchesse d'Aquitaine (1204-1216) - Comtesse de La Marche et dame de Lusignan (1220-1246)                                    | - Princesse de la Maison Taillefer. Fille d'Aymar Taillefer et d'Alice de Courtenay. - Mère d'Henri III d'Angleterre, de Richard de Cornouailles, de Jeanne d'Angleterre, d'Isabelle d'Angleterre, d'Aliénor d'Angleterre, d'Hugues XI de Lusignan, d'Alice de Lusignan, de Geoffroy III de Lusignan, de Guillaume de Valence et d'Isabelle de Lusignan. |           |
|          | Éléonore de Provence (1223-1291)  | - Henri III d'Angleterre (mariage en 1236) | - Reine d'Angleterre, dame d'Irlande et duchesse d'Aquitaine (1236-1272) | - Princesse de la Maison de Barcelone. Fille de Raimond-Bérenger V de Provence et de Béatrice de Savoie. - Mère d'Édouard Ier d'Angleterre, de Marguerite d'Angleterre, de Béatrice d'Angleterre, d'Edmond de Lancastre et de Catherine d'Angleterre. |           |
|          | Éléonore de Castille (1241-1290)  | - Édouard Ier d'Angleterre (mariage en 1254) | - Reine d'Angleterre, dame d'Irlande et duchesse d'Aquitaine (1272-1290) - Comtesse de Ponthieu (de plein droit, 1279-1290) | - Princesse de la Maison d'Ivrée. Fille de Ferdinand III de Castille et de Jeanne de Dammartin. - Mère de Jean d'Angleterre, d'Henri d'Angleterre, d'Aliénor d'Angleterre, de Jeanne d'Angleterre, d'Alphonse d'Angleterre, de Marguerite d'Angleterre, de Marie d'Angleterre, d'Élisabeth d'Angleterre et d'Édouard II d'Angleterre.                    |           |
|          | Marguerite de France (1279-1318)  | - Édouard Ier d'Angleterre (mariage en 1299) | - Reine d'Angleterre et dame d'Irlande (1299-1307) - Duchesse d'Aquitaine (1299-1306) | - Princesse capétienne. Fille de Philippe III de France et de Marie de Brabant. - Mère de Thomas de Brotherton, d'Edmond de Woodstock et d'Aliénor d'Angleterre. |           |
|          | Isabelle de France (1295-1358)    | - Édouard II d'Angleterre (mariage en 1308) | - Reine d'Angleterre, dame d'Irlande et comtesse de Ponthieu (1308-1327) - Duchesse d'Aquitaine (1308-1325) | - Princesse capétienne. Fille de Philippe IV de France et de Jeanne Ire de Navarre. - Mère d'Édouard III d'Angleterre, de Jean d'Eltham, d'Aliénor d'Angleterre et de Jeanne d'Angleterre. |           |
|          | Philippa de Hainaut (1314-1369)   | - Édouard III d'Angleterre (mariage en 1328) | - Reine d'Angleterre et dame d'Irlande (1328-1369) - Duchesse d'Aquitaine (1328-1362) - Comtesse de Ponthieu (1327-1337 puis 1360-1369) | - Princesse de la Maison d'Avesnes. Fille de Guillaume Ier de Hainaut et de Jeanne de Valois. - Mère d'Édouard de Woodstock, d'Isabelle d'Angleterre, de Jeanne d'Angleterre, de Lionel d'Anvers, de Jean de Gand, d'Edmond de Langley, de Marie d'Angleterre, de Marguerite d'Angleterre et de Thomas de Woodstock.                                     |           |
|          | Jeanne de Kent (1328-1385)        | - Thomas Holland (mariage en 1340, déclaré légal en 1349) - William Montagu (mariage en 1341, annulé en 1349) - Édouard de Woodstock (mariage en 1361) | - Reine de Man, comtesse de Salisbury et baronne Montagu (1344-1349) - Comtesse de Kent et baronne Wake de Liddell (de plein droit, 1352-1385) - Baronne Holand (1353-1360) - Princesse de Galles, duchesse de Cornouailles et comtesse de Chester (1361-1376) - Princesse d'Aquitaine (1362-1372)    | - Princesse de la Maison Plantagenêt. Fille d'Edmond de Woodstock et de Marguerite Wake. - Mère de Thomas Holland, de Jeanne Holland, de Jean Holland, de Maud Holland, d'Édouard d'Angoulême et de Richard II d'Angleterre. |           |
|          | Anne de Bohême (1366-1394)        | - Richard II d'Angleterre (mariage en 1382) | - Reine d'Angleterre et dame d'Irlande (1382-1394) - Duchesse d'Aquitaine (1382-1390) | - Princesse de la Maison de Luxembourg. Fille de Charles IV du Saint-Empire et d'Élisabeth de Poméranie. |           |
|          | Constance de Castille (1354-1394) | - Jean de Gand (mariage en 1371) | - Duchesse de Lancastre, comtesse de Leicester, de Lincoln et de Derby (1371-1394) - Comtesse de Richmond (1371-1372) - Duchesse d'Aquitaine (1390-1394) | - Princesse de la Maison d'Ivrée. Fille légitimée de Pierre Ier de Castille et de Marie de Padilla. - Mère de Catherine de Lancastre. |           |
|          | Katherine de Roet (1350-1403)     | - Hugh Swynford (mariage en 1366) - Jean de Gand (mariage en 1396)                                                                                     | - Dame d'honneur de Blanche de Lancastre et gouvernante de Philippa de Lancastre et d'Élisabeth de Lancastre (1365-?) - Dame d'honneur de Marie de Bohun (1380-1394) - Dame de la Jarretière (1387) - Duchesse d'Aquitaine et de Lancastre, comtesse de Leicester, de Lincoln et de Derby (1396-1399) | - Fille de Paon de Roet. - Mère de Jean Beaufort, d'Henri Beaufort, de Thomas Beaufort et de Jeanne Beaufort. |           |
|          | Catherine de France (1401-1437)   | - Henri V d'Angleterre (mariage en 1420) - Owen Tudor (mariage entre 1428 et 1432)                                                                     | - Reine d'Angleterre, dame d'Irlande et duchesse d'Aquitaine (1420-1422) | - Princesse de la Maison de Valois. Fille de Charles VI de France et d'Isabeau de Bavière. - Mère d'Henri VI d'Angleterre, d'Edmond Tudor et de Jasper Tudor. |           |
|          | Marguerite d'Anjou (1430-1482)    | - Henri VI d'Angleterre (mariage en 1445) | - Reine d'Angleterre et dame d'Irlande (1445-1461 puis 1470-1471) - Duchesse d'Aquitaine (1445-1453) | - Princesse de la Maison de Valois-Anjou. Fille de René d'Anjou et d'Isabelle Ire de Lorraine. - Mère d'Édouard de Westminster. |           |

## Titre français
| Portrait | Nom (dates)                         | Époux                                                                           | Titres                                                                                     | Eléments biographiques                                                                                    | Armoiries |
| -------- | ----------------------------------- | ------------------------------------------------------------------------------- | ------------------------------------------------------------------------------------------ | --- | --------- |
|          | Marguerite de Bourgogne (1393-1442) | - Louis de Guyenne (mariage en 1404) - Arthur III de Bretagne (mariage en 1423) | - Dauphine de France et duchesse de Guyenne (1404-1415) - Comtesse de Richmond (1423-1442) | - Princesse de la Maison de Valois-Bourgogne. Fille de Jean Ier de Bourgogne et de Marguerite de Bavière. |           |